# جفری هانتر
جفری هانتر (انگلیسی: Jeffrey Hunter؛ ‏۲۵ نوامبر ۱۹۲۶ – ۲۷ مهٔ ۱۹۶۹) یک هنرپیشه، و تهیه‌کننده اهل ایالات متحده آمریکا بود.
از فیلم‌ها یا برنامه‌های تلویزیونی که وی در آن نقش داشته‌است می‌توان به جویندگان، فاتح غرب، خانم صاحبخانه هم روابط عاشقانه دارد و تلاش واپسین اشاره کرد.

## فیلم‌شناسی
- غواص (۱۹۵۱)
- جویندگان (۱۹۵۶)
- تلاش واپسین (۱۹۵۸)
- شاهنشاه (۱۹۶۱)
- فاتح غرب (۱۹۶۷)
- خانم صاحبخانه هم روابط عاشقانه دارد (۱۹۶۸)
- جایی برای مردن پیدا کن (۱۹۶۸)